# Þórfell (berg i Island, Norðurland eystra)
Þórfell är ett berg i republiken Island. Det ligger i regionen Norðurland eystra, 300 km nordost om huvudstaden Reykjavík. Toppen på Þórfell är 633 meter över havet.
Trakten runt Þórfell är nära nog obefolkad, med mindre än två invånare per kvadratkilometer. Det finns inga samhällen i närheten. Trakten runt Þórfell består i huvudsak av gräsmarker.